# جان شوالتر (کارگردان)
جان اف. شوالتر (به انگلیسی: John F. Showalter) یک ویرایشگر و کارگردان تلویزیون آمریکایی است. برخی از موفقیت و اعتبارات خود را، از فیلم‌هایی نظیر: دکتر هاوس، ذهن‌های مجرم، سوپرنچرال و د منتالیست کسب کرده است. علاوه بر آن‌ها، ویرایش قسمت‌هایی از لوئیس & کلارک: ماجراهای جدید سوپرمن، عبور گیدئون و روز افتخار را برعهده داشته است.